# Max Headroom
Max Headroom ist eine satirische Cyberpunk-Science-Fiction-Fernsehserie, die auf der Figur Max Headroom basiert, die 1984 als Ansager für Musikvideos des britischen Channel 4 fungierte. Bereits am 4. April 1985 wurde im US-amerikanischen Fernsehen der knapp einstündige Fernsehfilm Max Headroom – 20 Minutes into the Future (1989 in Deutschland als Max Headroom – Der Film erschienen), mit der Besetzung der späteren Fernsehserie ausgestrahlt. Produziert wurde die Serie von Lorimar Productions. Die Serie spielt in einer futuristischen Dystopie, die von einer Oligarchie von Fernsehnetzwerken beherrscht wird, und beinhaltet die digitale Figur und Medienpersönlichkeit Max Headroom.

## Fiktive Zukunft
In der fiktiven Zukunft regiert eine Oligarchie von Fernsehsendern die Welt. Selbst die Regierung fungiert in erster Linie als Marionette der Fernsehsender und dient hauptsächlich dazu, Gesetze zu erlassen, die die Macht der Fernsehsender schützen und festigen, wie z. B. das Verbot des Ausschaltens von Fernsehgeräten. Die Fernsehtechnik ist so weit fortgeschritten, dass die Bewegungen und Gedanken der Zuschauer über ihre Fernsehgeräte überwacht werden können. Fast alle anderen Technologien, die nicht zum Fernsehen gehören, wurden abgeschafft oder zerstört. Die einzige wirkliche Kontrolle über die Macht der Fernsehsender ist Edison Carter, ein investigativer Journalist, der regelmäßig die unethischen Praktiken seines eigenen Arbeitgebers aufdeckt, und ein Team von Verbündeten innerhalb und außerhalb des Systems, die ihn dabei unterstützen, seine Berichte zu senden und ihn vor den Kräften zu schützen, die ihn zum Schweigen bringen oder töten wollen.

## Handlung
Hauptperson ist die von Matt Frewer dargestellte Figur Max Headroom, die aus den Hirnströmen des nahezu tödlich verunglückten Reporters Edison Carter generiert wurde. Der Name erklärt sich daraus, dass Carter bei seinem Unfall mit dem Kopf gegen eine Schranke mit der Aufschrift MAX HEADROOM (englisch für lichte Höhe oder max. Durchfahrtshöhe) geprallt ist, und dieser Schriftzug das letzte war, was er sah, bevor er ins Koma fiel.
Das Grundthema der Serie ist der Kampf des Reporters Edison Carter vom Sender Network 23 gegen Korruption, Verbrechen und Unterdrückung. Auch werden meist die Gefahren durch eine Manipulation der Zuschauer durch das Medium Fernsehen, aber auch seine guten (aufklärerischen) Seiten, thematisiert. Dieser Kampf endet für den Reporter fast immer vor dem Schreibtisch seines Chefs Ben Chaviot, der ihn dafür tadelt, obwohl Carter fast immer siegreich ist. Zur Seite stehen Carter dabei seine Assistentin Theora Jones, der Hacker Bryce Lynch (der auch Max Headroom programmierte), Nachrichtenproduzent Murray, sowie sein stotterndes Alter-Ego Max Headroom selbst.
Die erste Folge fiel durch eine extrem hohe Schnittfolge (Szenen oft unter 1 Sekunde) auf, welche dem Film eine eigene Atmosphäre gab, der Aufwand wurde aber nicht durchgehalten.
Die zweite Staffel der Serie wurde wegen schwacher Einschaltquoten vorzeitig abgesetzt. Während eines Streiks der US-Drehbuchautoren 1988 wurde die vollständige Serie einschließlich der beiden noch nicht gesendeten Folgen erneut ausgestrahlt.

## Rollen

### Edison Carter
Edison Carter (Matt Frewer) ist ein knallharter Reporter für Network 23, der manchmal Dinge aufdeckt, die seine Vorgesetzten lieber für sich behalten würden. In einem dieser Fälle musste er schließlich von seinem Arbeitsplatz fliehen, woraufhin er bei einem Motorradunfall auf einem Parkplatz verletzt wurde.
In der Serie wurde nur sehr wenig von der von Edison beschriebenen Vergangenheit gezeigt. Er lernte eine Fernsehpredigerin kennen (mit der er im College ausgegangen war), als er durch seine Berichterstattung in Konflikt mit der Vu-Age-Kirche geriet, der sie nun vorstand. Edison wurde auf einen Beinahe-Amoklauf geschickt, um einen ehemaligen Kollegen zu rächen, der in Folge eines Artikels über das Sammeln von Träumen starb.
Edison sorgt sich um seine Mitarbeiter, insbesondere um Theora Jones und Bryce Lynch, und er hat großen Respekt vor seinem Produzenten Murray (auch wenn er das selten zeigt).

### Max Headroom
Max Headroom (Frewer) ist eine digitale Rekonstruktion von Carter, die erstellt wurde, nachdem Bryce Lynch eine Kopie seines Bewusstseins hochgeladen hatte. Er erscheint als computerberechnete Büste von Carter, die auf einem Drahtgitterhintergrund liegt. Da Carters letzter Anblick vor dem Motorradunfall das Schild „Max. headroom“ an einem Parkhaustor war, waren dies die ersten Worte der Rekonstruktion und schließlich sein Name. Während Carter ein engagierter Profi ist, ist Max ein witziger Beobachter der menschlichen Widersprüche.
Obwohl er die titelgebende Figur ist, trat Max in der Serie nur spärlich auf. Zwar spielte er gelegentlich eine wichtige Rolle in der Handlung – manchmal, indem er durch Netzwerke reiste, um Informationen zu erhalten, oder indem er Geheimnisse über Carter verriet, die Carter selbst nicht preisgeben wollte –, aber seine häufigste Rolle war die der Komik, indem er als Reaktion auf bestimmte Ereignisse kurze Witze machte oder am Ende einer Folge einen humorvollen Monolog hielt.

### Theora Jones
Theora Jones hatte ihren ersten Auftritt im britischen Fernsehpilotfilm zur Serie. Sie war die Star-Controllerin von Network 23 (von Murray aus dem World One Network „gestohlen“) und rettete in Zusammenarbeit mit Edison, dem Star-Reporter des Senders, oft den gesamten Tag. Sie war auch ein potenzielles Liebesabenteuer für Edison, aber diese Nebenhandlung wurde in der Serie nicht weiter verfolgt, bevor sie abgesetzt wurde.
In den Personalakten von Network 23 ist ihr Vater als unbekannt, ihre Mutter als verstorben und ihr Bruder als Shawn Jones aufgeführt; Shawn steht in der zweiten ausgestrahlten Episode „Kampfboard-Turnier“ im Mittelpunkt.
Theora Jones wurde von Amanda Pays gespielt, die zusammen mit Matt Frewer und W. Morgan Sheppard eine von nur drei Darstellern war, die auch in der nachfolgenden amerikanischen Serie auftraten.

### Murray McKenzie
Murray (Jeffrey Tambor), Carters seriöser und nervöser Produzent, dessen Arbeit oft zu einem Balanceakt zwischen der Unterstützung von Carters Geschichten und der Zufriedenheit der Führungskräfte von Network 23 wird. In seinen jüngeren Jahren war er auch als Außenreporter tätig und hat vielleicht einige Erfahrungen mit den Systemen eines Controllers gemacht, auch wenn sich das System in seinen jüngeren Jahren geändert hat und er nicht zuverlässig einen solchen ersetzen kann. Murray ist geschieden und sieht seine Kinder an den Wochenenden.

### Blank Reg
Reg (W. Morgan Sheppard) ist ein „Blank“, eine Person, die nicht in der Datenbank der Regierung erfasst ist. Er sendet von seinem Bus aus das Untergrundprogramm Big Time Television Network. Er ist ein guter Freund von Edison Carter und rettet ihn bei mehr als einer Gelegenheit. Zusammen mit seiner Kollegin/Geliebten Dominique betreibt er das Big Time Television Network und ist dessen Stimme auf dem Bildschirm. Er kleidet sich im Punk-Stil und trägt einen Irokesenschnitt. Er hat eine energiegeladene Persönlichkeit und eine starke nostalgische Ader. Er verteidigt antiquierte Musikvideos und gedruckte Bücher gleichermaßen, obwohl er nicht lesen kann.

### Ned Grossberg
Ned Grossberg ist ein wiederkehrender Bösewicht in der Serie, gespielt vom ehemaligen Saturday-Night-Live-Darsteller Charles Rocket.
In der Pilotepisode ist Grossberg der Vorsitzende von Network 23, einem Fernsehsender in einer Großstadt mit der am besten bewerteten investigativen Nachrichtensendung der Stadt, die von Edison Carter moderiert wird. In der Welt von Max Headroom sind Echtzeit-Einschaltquoten gleichbedeutend mit Werbedollar, und Werbung hat Aktien als Maßstab für den Unternehmenswert abgelöst.
Grossberg entwickelt zusammen mit seinem geheimen Wunderkind Bryce Lynch eine Hochgeschwindigkeits-Werbemethode namens Blipverts, die ganze Werbespots auf wenige Sekunden komprimiert. Als Carter herausfindet, dass Blipverts Menschen töten, befiehlt Grossberg Lynch, Carter daran zu hindern, das Gebäude zu verlassen. Nach seiner Bewusstlosigkeit werden Carters Erinnerungen von Lynch in einen Computer extrahiert, um festzustellen, ob Carter Grossbergs Wissen über die Gefahr der Blipverts aufgedeckt hat. Die aus der Erinnerungsextraktion resultierende Computerdatei wird zu Max Headroom, wodurch Grossberg direkt für die Erschaffung der Figur verantwortlich ist. Am Ende wird Grossberg öffentlich als Verantwortlicher für den Blipverts-Skandal entlarvt und als Vorsitzender von Network 23 abgesetzt.
Einige Episoden später, in „Info-Manipulation“, taucht Grossberg als Vorstandsmitglied von Network 66 wieder auf. Wieder erfindet er ein zweifelhaftes Werbemittel und überredet den Vorsitzenden des Senders, es zu übernehmen. Als sich die Werbemethode als völliger Betrug erweist, führt die daraufhin einsetzende öffentliche Reaktion gegen das Netzwerk dazu, dass der Vorsitzende abgesetzt wird, und Grossberg gelingt es, den Vorsitz zu übernehmen.

## Episoden
Die deutschsprachige Erstausstrahlung sendete der deutsche Free-TV-Sender Sat.1 vom 24. April bis zum 24. Juli 1989.

### 1. Staffel
| Nr. (ges.) | Nr. (St.) | Deutscher Titel      | Originaltitel    | Erstausstrahlung USA | Deutschsprachige Erstausstrahlung (D) |
| --- | --------- | -------------------- | ---------------- | -------------------- | ------------------------------------- |
| 1 | 1         | Psycho-Spots         | Blipverts        | 31. März 1987        | 24. Apr. 1989                         |
| Der investigative Fernsehreporter Edison Carter kommt hinter das Geheimnis der TV-Psycho-Spots, einer neuen Fernsehwerbungstechnologie. Diese hochintensive Hochgeschwindigkeits-Werbespots haben der Fähigkeit, das Nervensystem der Menschen zu überlasten, so dass diese einen Kurzschluss erleiden oder explodieren. Nach einem Unfall wird er für tot gehalten. Der Leiter von Network 23, Ned Grossberg, versucht per Hirnscan herauszufinden, was er weiß. Das daraus resultierende KI-Konstrukt erwacht als Max Headroom zum Leben. |           |                      |                  |                      |                                       |
| 2 | 2         | Kampfboard-Turnier   | Rakers           | 7. Apr. 1987         | 8. Mai 1989                           |
| Skrupellose Manager wollen aus der Not junger Skater Profit schlagen. Die Kids müssen sich ihren Lebensunterhalt bei lebensgefährlichen Skateboard-Turnieren verdienen, die Sender 23 live übertragen will. Edison und Max Headroom wollen die Hintermänner ermitteln. |           |                      |                  |                      |                                       |
| 3 | 3         | Organ-Bank           | Body Banks       | 14. Apr. 1987        | 1. Mai 1989                           |
| Die Mutter des Millionärs Plantagenet soll durch eine illegale Organtransplantation gerettet werden. Vor der Operation soll Bryce mit dem Regenerationsprogramm eine Computerkopie der Mutter erstellen. Doch Max Headroom erkennt, dass dabei das Leben einer Unschuldigen in Gefahr ist. |           |                      |                  |                      |                                       |
| 4 | 4         | Elektronik-Barrieren | Security Systems | 21. Apr. 1987        | 29. Mai 1989                          |
| Das Unternehmen Security-Systems kontrolliert mit seinen Computern fast alles. Edison Carter bemerkt Machtverschiebungen an der Spitze dieser Firma. Die hierfür verantwortliche Person lässt ihn daraufhin vom Hauptcomputer als Kriminellen einstufen. |           |                      |                  |                      |                                       |
| 5 | 5         | Anarcho-TV           | War              | 28. Apr. 1987        | 15. Mai 1989                          |
| Um die Einschaltquoten in die Höhe zu treiben, versuchen konkurrierende Fernsehanstalten sich mit spektakulären Beiträgen gegenseitig auszustechen. Carter wittert daher hinter Berichten über die „Weiße Brigade“ und ihre Terroranschläge Stoff für seine Sendung. |           |                      |                  |                      |                                       |
| 6 | 6         | Nicht-Existenzen     | The Blanks       | 5. Mai 1987          | 22. Mai 1989                          |
| Bisher wurden Leute, die ihre Datensätze im Zentralcomputer löschen ließen, als „Nicht-Existenzen“ toleriert. Jetzt will Peller sie vernichten. Computerausfälle sind das Resultat, denn die Betroffenen wehren sich. |           |                      |                  |                      |                                       |

### 2. Staffel
| Nr. (ges.) | Nr. (St.) | Deutscher Titel   | Originaltitel                 | Erstausstrahlung USA | Deutschsprachige Erstausstrahlung (D) |
| --- | --------- | ----------------- | ----------------------------- | -------------------- | ------------------------------------- |
| 7 | 1         | Zipp-Programme    | Academy                       | 18. Sep. 1987        | 5. Juni 1989                          |
| Illegale Einblendungen, „Zipp-Programme“ genannt, drohen Sender 23 zu ruinieren. Blank Reg von Bigtime TV-Bus wird beschuldigt. Sein Freund Edison Carter soll helfen. Max Headroom hat den wahren Schuldigen erkannt. Aber es fehlen die Beweise.                      |           |                   |                               |                      |                                       |
| 8 | 2         | Video-Religion    | Deities                       | 25. Sep. 1987        | 12. Juni 1989                         |
| Die Vu-Age-Kirche verspricht die Wiederauferstehung via Fernsehschirm. Ihr Oberhaupt Vanna Smith ist eine frühere Freundin Edison Carters. Dieser soll in einer Reportage die Lügen der Kirche aufdecken. Daraufhin wird er mit der Auslöschung Max Headrooms erpresst. |           |                   |                               |                      |                                       |
| 9 | 3         | Info-Manipulation | Grossberg’s Return            | 2. Okt. 1987         | 19. Juni 1989                         |
| In der Elektronik-Demokratie sind Fernsehwahlen die übliche Vorgehensweise. Wer die höchsten Einschaltquoten erzielt, übt die politische Macht aus. Zwischen Sender 23 und seinem härtesten Konkurrenten Sender 66 kommt es zum erbitterten Wahlkampf.                  |           |                   |                               |                      |                                       |
| 10 | 4         | Gehirn-Spenden    | Dream Thieves                 | 9. Okt. 1987         | 26. Juni 1989                         |
| Durch „Gehirn-Spenden“ verkaufen die Ärmsten der Armen ihre Träume an eine Video-Firma. Diese verkauft sie teuer weiter – mit dem Risiko, dass es dabei zu Todesfällen kommt. Als Edison Carter dadurch einen Freund verliert, tritt er in Aktion.                      |           |                   |                               |                      |                                       |
| 11 | 5         | Whackets-Quizshow | Whackets / The Addiction Game | 16. Okt. 1987        | 3. Juli 1989                          |
| Die Whackets-Quizshow ist der neue Publikumsrenner. Als Carter der Sache nachgeht, findet er heraus, dass die Sendung süchtig macht. Er kommt zwei Kriminellen auf die Spur, denen es nur um die Einschaltquoten geht. Auch bei Max bleibt die Wirkung nicht aus.       |           |                   |                               |                      |                                       |
| 12 | 6         | Neuro-Stimulation | Neurostim                     | 28. Apr. 1988        | 10. Juli 1989                         |
| Die totale Werbung droht: Der Zik-Zak-Konzern wirft Neuro-Stimulatoren in Form von Drogenarmbändern auf den Markt, die Träume zu verwirklichen scheinen. Sie lösen einen wahren Kaufrausch aus. Sogar Edison Carter wird Opfer dieses Wahnsinns.                        |           |                   |                               |                      |                                       |
| 13 | 7         | Zensur-Computer   | Lessons                       | 5. Mai 1988          | 17. Juli 1989                         |
| Einsatztruppen des Zensors wollen eine Frau verhaften, die in letzter Sekunde fliehen kann. Als Carter über das Treiben der Zensor-Einsatzgruppen in einer Live-Sendung berichten will, wird diese von dem Zensur-Computer ausgeschaltet.                               |           |                   |                               |                      |                                       |
| 14 | 8         | Baby-Reproduktion | Baby Grobags                  | –                    | 24. Juli 1989                         |
| Die Firma Ovu Vat bietet Eltern an, Babys für sie herzustellen. Als Theoras Freundin ihr bestelltes Kind abholen will, wird sie von Edison Carter begleitet. Doch das Kind ist spurlos verschwunden. Edison wittert ein skandalöses Geschäft.                           |           |                   |                               |                      |                                       |

## Medien
In Deutschland ist der Fernsehfilm von 1985 als VHS-Videokassette erhältlich. Zudem erschien 1989 bei Karussell eine fünfteilige Hörspielreihe auf Audiokassette, bei der zehn Folgen – jeweils zwei Folgen auf einer Kassette – als Hörspiel adaptiert worden sind. In den USA ist die Serie seit August 2010 als Box mit 5 DVDs erhältlich, eine Veröffentlichung in Deutschland ist indes noch nicht geplant.
In Deutschland erschien 1989 bei Chrysalis/Polydor eine Single Mr. M.A.X.: Max Headrom calling mit umfangreichen Samples aus der deutschen Fernsehserie.
1986 erschien die limitierte 7 Inch Single Merry Christmas Santa Claus. Es wurde dem Max Headroom Special in Großbritannien Max Headroom's Giant Christmas Turkey entnommen und von Chrysalis Records veröffentlicht.
In Deutschland erschien 1989 im Lübbe Verlag die Taschenbuchreihe Die neue Kultfigur MAX HEADROOM, die nach vier Bänden eingestellt wurde. Autor der Romane war Hajo F. Breuer.

## Trivia
- Die Handlung spielt im Jahr 2005/2006, denn im Pilotfilm wird erwähnt, dass Bryce 18 Jahre alt ist. Dieser Schluss kann daraus gezogen werden, dass eine Akte zeigt, dass er im Jahr 1987 geboren wurde. In einer gedruckten Ausgabe von Tödliche Spots wird hierzu allerdings in Kapitel 2 folgendes erzählt: „In der Tat war Bryce Lynch eine ziemlich ungewöhnliche Besetzung … Eine viel zu große billige Brille … im Milchgesicht des maximal vierzehn Jahre alten Knaben …“ und in Kapitel 3: „Also – Bryce Lynch, geboren am 7. Oktober 1988. Das ist ja noch ein Junge!“. Demzufolge würde der Anfang der Serie vor dem Jahr 2003 liegen.
- Max Headroom war, auch wenn es den Anschein hatte, keine computergenerierte Grafik, sondern wurde von Matt Frewer selbst gespielt. Das Bild wurde nur nachträglich verfremdet.
- Die Grafik wurde im Jahr 1987 mit einem Commodore Amiga produziert.[2]
- Die Figur Max Headroom hatte eine Reihe von Gast- und Cameo-Auftritten. So trat sie in einem Werbespot des US-amerikanischen Getränkeherstellers Coca-Cola auf[3] und war die Konzertansage in einem Musikvideo von Tina Turner. Im Musikvideo zum Lied Paranoimia[4] der Band The Art of Noise war die Figur vorrangig zu sehen. Kurzauftritte im US-amerikanischen Fernsehen erfolgten bei einem Weihnachts-Special und in einer Talkshow. Im US-amerikanischen Spielfilm Zurück in die Zukunft II aus dem Jahr 1989 sah man virtuelle Kellner mit den Gesichtern und Stimmen von Ronald Reagan, Ajatollah Khomeini und Michael Jackson auf Bildschirmen, die sich aber wie Max Headroom bewegten und sprachen. Im Film Pixels hat er ebenfalls einen kurzen Cameo-Auftritt.[5]
- Im Musikvideo von Gigi D’Agostinos Another Way tritt eine roboterartige Person auf, welche eine sehr starke Ähnlichkeit zu Max Headroom aufweist.[6]
- In der Folge Alptraum mit Urkel aus der zweiten Staffel der Serie Alle unter einem Dach, wo Serienstar Steve Urkel eine Atombombe gebaut hatte, erschien auf seinem Computer eine Steve-Urkel-Version von Max Headroom. Er gab das Kommando bekannt, wann die Atombombe ausgelöst wurde. Dieser stotterte ebenfalls. Bemerkenswert daran ist, dass nicht nur Max Headroom, sondern auch Alle unter einem Dach einst von Lorimar produziert wurde.
- Im Musikvideo von Selena Gomez & the Scenes Love You Like a Love Song zeigen viele TV-Bildschirme im Refrain Bilder von Gomez die Max Headroom ähneln.
- In der Folge Die Roten Schuhe der Serie Sledge Hammer! wird der Protagonist Sledge Hammer bei einer Gehirnwäsche mit einer Max-Headroom-artigen Replik seiner selbst konfrontiert.
- Folge Max Coulson (engl. Originaltitel „The Totally Excellent Adventures of Mack and The D“) der 7. Staffel der Serie Marvel’s Agents of S.H.I.E.L.D.: Nach einer Explosion kann sich das Bewusstsein der Chronicom L.M.D. Kopie von Phil Coulson auf eine Festplatte in die 80er Jahre retten. Man ist gezwungen mit der damaligen Technik Coulson zur neuen Team-Bildung wieder zu beleben und so entsteht eine Max-Headroom-Version von Direktor Coulson.
- Der freie Video-Codec Theora wurde nach Theora Jones benannt.[7]
- Der US-amerikanische Rapper Eminem parodierte Max Headroom 2013 in seinem Video zum Lied Rap God.[8]
- An einem der bekanntesten TV-Hacks in der US-amerikanischen Mediengeschichte war eine Person im Max-Headroom-Kostüm beteiligt. Es gelang den bisher unbekannten Angreifern, am 22. November 1987 das TV-Signal in Chicago zu stören und innerhalb von zwei Stunden einen kurzen Clip auf jeweils einem Sender einzuspielen. Trotz Ermittlungen durch die FCC wurden die Täter nicht gefasst.[9] Der Zwischenfall wurde in der Popkultur als Max Headroom Hijacking Incident bekannt.
- Die im Jahr 2000 für eine Werbekampagne der Deutschen Telekom geschaffene Figur des Robert T-Online ist stark von Max Headroom inspiriert.[10]